# Kadu Bergenthal
Kadu Bergenthal es un deportista brasileño que compite en vela en la clase Soling. Ganó una medalla de oro en el Campeonato Mundial de Soling de 2023.

## Palmarés internacional
| Campeonato Mundial | Campeonato Mundial         | Campeonato Mundial | Campeonato Mundial |
| Año                | Lugar                      | Medalla            | Clase              |
| ------------------ | -------------------------- | ------------------ | ------------------ |
| 2023               | Milwaukee (Estados Unidos) | Medalla de oro     | Soling             |